# Corinna Harfouch
Corinna Harfouch z domu Meffert (ur. 16 października 1954 w Suhl) – niemiecka aktorka teatralna, telewizyjna i filmowa.

## Życiorys
Po ukończeniu szkoły średniej odbyła staż pielęgniarski, a w połowie lat 70. została przyjęta na studium włókiennicze Uniwersytetu Technicznego w Dreźnie. W latach 1978–1981 kształciła się w berlińskiej szkole aktorskiej Hochschule für Schauspielkunst „Ernst Busch”. Debiutowała na scenie Theater im Palais w Stelli Johanna Wolfganga Goethego, następnie grała m.in. Julię w adaptacji Romea i Julii. W 1990 dołączyła do zespołu aktorskiego Deutsches Theater, zagrała (m.in. u boku Ulricha Matthesa) główną rolę kobiecą w sztuce Kto się boi Virginii Woolf? wystawianej w tym teatrze.
W telewizji debiutowała w 1980 epizodycznym występem w serialu Telefon 110. Pojawiła się w kilku filmach. W latach 90. zaczęła regularnie występować w krajowych produkcjach telewizyjnych i kinowych, m.in. od 1991 do 1993 grała jedną z głównych ról w serialu Unser Lehrer Doktor Specht. Dostała główną rolę m.in. w filmie telewizyjnym Vera Brühne. W 2004 wcieliła się w postać Magdy Goebbels w nominowanym do Oscara Upadku. Wystąpiła również w Pachnidle i Cząstkach elementarnych.
W 1993 na Międzynarodowym Festiwalu Filmowym w Berlinie otrzymała nagrodę Berlinale Kamera. Za rolę w Treffen in Travers była nominowana w 1989 do Europejskiej Nagrody Filmowej. W 2003 dostała wyróżnienie Deutscher Filmpreis za rolę w Bibi Blocksberg. W 2007 uhonorowana nagrodą Goldene Kamera dla najlepszej aktorki.

## Filmografia
- 1980: Telefon 110 (serial TV)
- 1986: Das Haus am Fluß
- 1988: Fallada – letztes Kapitel
- 1988: Treffen in Travers
- 1988: Yasemin
- 1989: Pestalozzis Berg
- 1991: Der Tangospieler

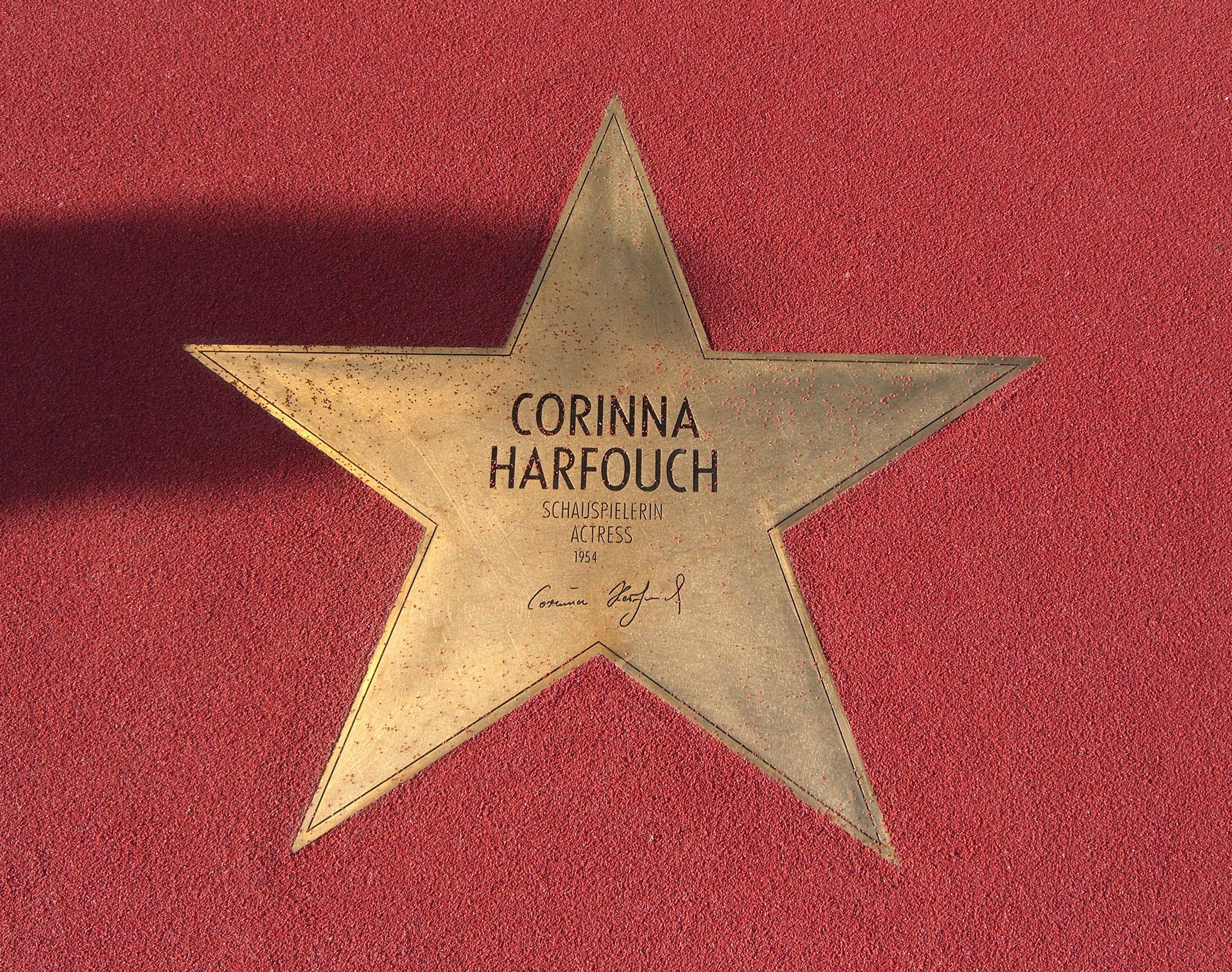
Gwiazda Corinny Harfouch na Boulevard der Stars w Berlinie

- 1994: Charlie & Louise – Das doppelte Lottchen
- 1996: Irren ist männlich
- 1997: Knockin' on Heaven's Door
- 1998: Solo für Klarinette
- 1999: Der große Bagarozy
- 2000: Jetzt oder nie – Zeit ist Geld
- 2001: Vera Brühne (film TV)
- 2002: Bibi Blocksberg
- 2002–2006: Eva Blond (serial TV)
- 2002: Verrückt nach Paris
- 2004: Bibi Blocksberg i tajemnica niebieskiej sowy
- 2004: Upadek
- 2006: Cząstki elementarne
- 2006: Pachnidło
- 2006: Silberhochzeit (film TV)
- 2006: Wut (film TV)
- 2007: An die Grenze (film TV)
- 2008: Berlin Calling
- 2008: Im Winter ein Jahr
- 2009: Giulias Verschwinden
- 2011: Kein Sex ist auch keine Lösung